# Begonia argentea
Espèce
Begonia argentea est une espèce de plantes de la famille des Begoniaceae. Ce bégonia est originaire d'Inde. L'espèce fait partie de la section Platycentrum.
Elle a été décrite en 1859 par Jean Linden (1817-1898). L'épithète spécifique argentea signifie « argentée ».

## Répartition géographique
Cette espèce est originaire du pays suivant : Inde.